# 57e régiment interarmes d'outre-mer
Pour les articles homonymes, voir 57e régiment.
Le 57e régiment interarmes d'outre-mer (57e RIAOM) est un régiment interarmes de l'Armée de terre française, stationné à Djibouti. Il est formé en 1965 à partir du 6e groupement semi-motorisé et est renommé 5e régiment interarmes d'outre-mer en 1969.

## Historique
Le 6e GSM, issu du bataillon autonome d'infanterie semi-motorisé de la Côte française des Somalis, devient le 1er janvier 1965 le 57e RIAOM. Stationné à Djibouti, il est composé de :
- 1 état-major
- 1 compagnie de commandement, d'appui et de soutien (CCAS) ;
- 3 compagnies de combat ;
- 1 escadron blindé ;
- 1 batterie d'artillerie (qui passe au 6e groupe d'artillerie de marine en 1966).

Il assure la protection de la Côte française des Somalis (renommée territoire français des Afars et des Issas en juin 1967), face à la Somalie et à l'Éthiopie. En août-septembre 1966, le régiment participe à la répression des manifestations et émeutes pro-indépendance.
Le 57e RIAOM est dissous le 31 octobre 1969 et prend le nom de 5e RIAOM le lendemain.

## Traditions
Le 57e RIAOM reçoit les traditions et le drapeau du 57e RIC. Ce dernier porte les inscriptions KEREVES-DERE 1915 et LA SOMME 1916.
En 1968, le chef de corps du 57e RIAOM demande, sans succès, que son unité reçoive les traditions du bataillon de tirailleurs somalis (qui seront cependant accordées l'année suivante au 5e RIAOM).
Les traditions et le drapeau du 57e RIC et du 57e RIAOM sont reprises en 1979 par le 57e bataillon de commandement et de soutien du Pacifique,.

## Insignes
Les deux insignes portent la devise du régiment, fier et fort.